# Cestrum neibense
Cestrum neibense är en potatisväxtart som beskrevs av Brother Alain. Cestrum neibense ingår i släktet Cestrum och familjen potatisväxter. Inga underarter finns listade i Catalogue of Life.